# 장윤희 (배구인)
장윤희(張潤喜, 1970년 5월 22일 ~ )는 대한민국의 전 배구 선수이다. 현재 중앙여자고등학교 배구 감독이다.

## 선수 경력
1988년 호남정유에 입단해 1990-91시즌부터 1998-99시즌까지 슈퍼리그 9연패를 이끌었다. 국가대표에서도 1994년 브라질 세계선수권대회 4위, 히로시마 아시안 게임 금메달, 1997년 월드그랑프리 3위, 1999년 월드컵 4위 등에 공헌하였다. 1999-2000시즌이 끝나고 출산으로 인해 공백기를 가졌고 2001-2002 시즌을 끝으로 은퇴했고 2002년 부산 아시안 게임 비치발리볼에 참가하였다. 2005년 수원시청 배구단에 복귀해 활동하였고 2009년 부천시 체육회 직장인팀에서도 활동하였다. 2010-2011 시즌 GS 칼텍스에 복귀해 한시즌을 뛰었다.

## 학력
- 근영여자고등학교
- 한국체육대학교

## 이력
- 1988년 ~ 2001년 호남 정유 여자배구단
- 2002년 GS칼텍스 서울KIXX 배구단
- 2002년 부산아시안게임 비치발리볼 국가대표
- 2005년 대한배구협회 이사
- 2010년 GS칼텍스 서울KIXX 배구단 코치
- 2011년 MBC스포츠 플러스 해설위원
- 2016년~2018년 대한민국 여자 배구 국가대표팀 코치
- 2018년 SPOTV 해설위원
- 2020년~ 대한민국 여자 U-18 배구 국가대표팀 감독
- 2021년 ~ 중앙여자고등학교 감독

## 수상 경력
- 1990년 베이징 아시안 게임 여자배구 은메달
- 1994년 히로시마 아시안 게임 여자배구 금메달
- 1998년 방콕 아시안 게임 여자배구 은메달
- FIVB 월드컵 베스트6 (1991)
- FIVB 월드컵 서브상 (1989)
- FIVB 월드컵 수비상 (1991)
- 기자단 선정 최우수배구선수 (1991)
- 올림픽 아시아 지역별예선전 MVP (1996)
- 슈퍼리그 MVP (1991, 1995, 1997, 1998, 1999)
- 슈퍼리그 베스트6 (1988, 1991, 1993, 1994, 1995, 1996, 1997, 1998, 1999, 2000)
- 슈퍼리그 공격상 (1994)
- 슈퍼리그 서브상 (1996)
- 슈퍼리그 수비상 (2002)